# Pitfalls of a Big City (film 1919)
Pitfalls of a Big City è un film muto del 1919 diretto da Frank Lloyd.

## Trama
Cercando di rigare dritto e di dimenticare il proprio passato, Molly Moore ha aperto una piccola trattoria in un quartiere malavitoso, così da poter mantenere agli studi la sorellina Marion. Jerry Sullivan e Spike Davis, vecchi amici di Molly nella sua vita precedente, escono di galera. Jerry, da sempre innamorato della donna, è determinato a vivere da quel momento in poi in maniera onesta, sottraendosi alla cattiva influenza di Spike. Per evitare Spike, Molly manda via la sorella che poi si fidanza con Ted Pemberton, il fratello di una sua compagna d'università. Spike, allora, progetta di trarre profitto da quell'occasione: volendo rapinare la casa dei Pemberton durante la festa di fidanzamento, ricatta Molly, minacciando di rivelare il suo passato se lei non lo aiuterà nel furto. La donna rifiuta ogni aiuto. Ma, invece, lo segue per cercare di convincerlo a desistere dall'impresa criminosa. Così, quando la polizia arriva sul luogo della rapina, sorprende Molly che, creduta la ladra, viene arrestata mentre Spike riesce a scappare. Jerry individua il nascondiglio di Spike e, con l'aiuto dell'agente Dave Garrity, lo fa arrestare. Dimostrata l'innocenza di Molly, lei e Jerry potranno iniziare insieme una nuova vita.

## Produzione
Il film fu prodotto dalla Fox Film Corporation con il titolo di lavorazione Fifty-fifty. Alcune scene vennero girate nella prigione di Stato di San Quintino.

## Distribuzione
Distribuito dalla Fox Film Corporation, il film uscì nelle sale cinematografiche USA il 13 aprile 1919. Il copyright del film venne registrato il 13 settembre 1919.